# 大川博
大川 博（おおかわ ひろし、1896年〈明治29年〉12月30日 - 1971年〈昭和46年〉8月17日）は、日本の実業家、映画製作者、プロ野球オーナー。東映初代社長。日本教育テレビ (NET) 初代会長、2代目社長。

## 生涯
7人兄姉の末っ子として、新潟県西蒲原郡加奈居村大字羽黒（松長村、燕市の一部、中之口村を経て、現在の新潟市西蒲区）に生まれる。先祖は戦国時代の勇将、村上義清の家臣だったといい、江戸時代には庄屋、明治期には戸長（村長）を務め、村では名家として扱われていた。しかし、父が理財に疎かったこともあって家計は次第に苦しくなった。
1913年（大正2年）、15歳の時、上京して上野の岩倉鉄道学校に入学した。そのころ、そこを出れば鉄道院に就職できるといわれていた。大川の鉄道学校での成績は優秀で、特待生となり、卒業するまでの学費が免除された。1916年、中央大学法科に入り、在学中に鉄道院に就職する。事務官時代は地方鉄道の経理知識に長け、計数管理では省内随一と言わしめ、1940年には全9章、348ページの大著で法令解釈と運用の手引書の体裁をとる『會社經理統制令解説』を上梓している。佐藤栄作が鉄道省監督局長だった時、部下として仕えた。
1942年（昭和17年）12月、鉄道省の先輩である五島慶太にヘッドハンティングされる形で東京急行電鉄に入社した。次長、事業部長、経理部長、専務を経て、1951年副社長に就任する。五島は、東條内閣で運輸通信大臣を務めたことにより、1947年（昭和22年）8月、GHQから公職追放される（追放解除は51年8月）。その最中には、大川は東急の主要人物として経営の根幹に携わるが、大東急として巨大化した鉄道各線は、戦後、元の各線に分離する動きを見せた。特に、旧・小田急、旧・京浜の各組合員は分離を掲げ、旧・東急の経営陣は非分離派が多かった。その中で、分離による各社競争を掲げ、各社の意を汲んで分離案をつくったのが大川だった。大川は「（分離案）を3日くらい家で徹夜でつくったよ。第一に、どういう基本線で分離するかという原則論をあげ、その原則論に適当するように事実を当てはめた。だから、あとで一つも文句が出なかった」と回想している。ただ、そうは言っても実際は各方面から苦情は出ていた。前身各社の沿革に沿う形で進めたものの、井の頭線の処遇には苦労した。旧小田急を納得させるために本来東横の子会社だった神奈川中央乗合自動車と旧小田急とは無関係だった箱根登山鉄道を新生小田急の関連会社にする案を策定して漸く妥結した。また路線バスの再編成でも京王帝都・東急・京浜急行の境界を原則京王線と東海道線と定めたことで旧京浜が猛反発した。旧京浜電鉄のバスの起点は品川駅高輪口であり、東海道線を越えてしまうからという些細な事であったが、事態は紛糾した。このため、品川区以北では境界を第一京浜と定め、さらに第一京浜上の路線は京浜急行に帰属する案を出して漸く妥結。また、本来東横の営業所であった中野営業所が京王帝都の所属となることに中野営業所職員が納得せず反発していたなど、実は再編成直前まで結構拗れていたのである。

### 東映社長
1951年（昭和26年）4月、五島に太泉映畫、東横映画、東京映画配給三社の経営再建を命じられ、3社が合併して発足した東京映画配給（東映）初代社長に就任した。五島は最初から大川のみに声をかけていたわけではなく、藤田興業社長の小川栄一、日本興業銀行副総裁の二宮善基らに交渉したが、東映が引き継ぐ累積赤字を前にして、首を縦に振る者はいなかった。そして、人選に悩む五島に大川を薦めたのが小川栄一だったという。
大川は着任すると東横映画以来の腕利きの活動屋たちの金の使い方に根源的な問題があると判断し、撮影所の猛反対を食らいつつ、映画を安く作り高く売るという方針のもと東映の経営を立て直しに入り、主な資金調達源を市中の高利貸しから銀行融資へ徐々に切り替えた。8月、アメリカによる占領政策の終了が見えてきたことから、映画制作5社の協議を経て、企画内容には配慮しつつも、時代劇映画の制作制限を撤廃することとなった。この措置は、時代劇スターを多く揃えた東映にとって、これ以上はない明るい材料となった。12月には、自社の配給網で上映する作品を、すべて自社作品にする「全プロ配給」の道を選び、発足直後、東宝と結んだ配給提携を解消した。
1952年（昭和27年）には遅配の続いていた社員への給与も正常に支払えるようになり、11月には、東京証券取引所への上場を果たした。全プロ体制に入った翌年の正月映画として公開された『ひめゆりの塔』は、配給総収入約1億5000万円に達する大ヒットとなる。これは、邦画・洋画を含む当時の国内公開映画興業史上の最高記録だった。

### テレビに進出
1953年（昭和28年）に視察旅行したアメリカでテレビの盛況を目の当たりにし、来るべきテレビ時代に先手を打ち、映画事業1本に頼らない経営の多角化に乗り出した。1956年には、東映にテレビ準備室を設置し免許獲得に動いたほか、日動映画を買収して、社名を東映動画（現在の東映アニメーション）に改め、本格的なアニメーション制作にも進出した。これはテレビ時代を見据えたものであり、輸出産業ともなる目論見だった。大川は、東映動画制作の長編動画映画、『西遊記』（1960年）の「特報」に出演、同作の主人公・孫悟空（声 - 小宮山清）と会話もしている。また『白蛇伝』（1958年）では東映動画初制作映画、『安寿と厨子王丸』（1961年）では東映創立10周年記念作品に鑑み、予告編フィルムに出演して自ら口上を述べ上げている。いずれもDVDの特典映像で、その姿を見ることが出来る。
1950年代後半には、時代劇ブームを巻き起こし売上は業界No.1となる。1960年（昭和35年）には、現代劇を中心に手掛ける第二東映を設立して、制作本数を倍増させ、日本映画界のシェア50%を目指すが失敗した。同社はニュー東映と改称され、1961年に東映本体に吸収される。
戦後、民放ラジオ局の黄金期は比較的短命に終わり、すぐにテレビの時代が幕開けした。1953年開局の日本テレビはすでに一割配当を、ラジオ東京テレビ（現在のTBSテレビ）も開局から1年半で黒字を達成していた。商業テレビがきわめて有望な事業であることが周知になった1956年、駐留米軍からさらにチャンネル（周波数）が返還される見込みとなり、テレビ放送免許をめぐって激しい争奪戦が繰り広げられることになった。免許交付は難航し、政官財の綱引きの末、最終的に東京には公共放送のNHK教育テレビジョン、一般局の8チャンネル、教育局の10チャンネルの3つが開設されることになった。平井太郎郵政相の勧奨によって、8チャンネルはニッポン放送・文化放送のラジオ2社を中核とし、それに東宝、松竹、大映の映画3社が加わりフジテレビとなった。鹿内信隆と水野成夫が財界の意を体し、株主も十に満たないため比較的すっきりとした資本構成に落ち着いた。ところが、10チャンネルは難渋を極め、その資本構成は、かなりややこしいことになった。業種別では出版、映画、新聞、ラジオの4つからなる。資本別では旺文社などの出版グループ、東映などの映画グループ、日本短波放送（現在の日経ラジオ社）が30%ずつ対等に分け、それぞれ代表権を得た。残り10%を教育局を支持した岡村二一の東京タイムズが得た。
NET社長
1958年（昭和33年）11月、港区麻布北日ヶ窪町（当時）にあった東映の所有地に突貫工事で建てられた社屋が竣工し、1959年3月、日本教育テレビ（NETテレビ）が開局する。会長には大川、実際の経営に当たる社長には旺文社の赤尾好夫が就いた。しかし、教育局の制約から経営は思わしくなく、全国主要都市のテレビ局はわざわざ制約の多い教育局とネットワークを組みたがらず、日本教育テレビは、"東京ローカル局"に長く甘んじることになる。開局から2年を待たず、経営不振の中で赤尾は会長に退き、社長には大川が就任する。大川は早速、社名である「日本教育テレビ」を事実上、封印し、もっぱら「NET」の呼称に統一し、経営改善に取り組んだ。
他方、東映の経営の多角化ではテレビ番組制作のための子会社として、東映テレビプロダクション、東映京都テレビプロダクションなど4社を設立した。さらに全国各地に「東映ホテル」の展開を始める。このうち大川の郷里である新潟県には、新潟東映ホテル（新潟市中央区、1961年開館）と湯沢東映ホテル（南魚沼郡湯沢町、1962年開館）の2軒を進出させ、特に新潟は当時市内初の洋式ホテルで、かつては読売ジャイアンツ（巨人）などのプロ球団も地方開催の際に定宿としていた。また1961年には不動産の仲介、住宅地の開発を目的に東映不動産を設立した。
1964年（昭和39年）9月、東映を急成長させたことで経営者として自信を深めていた大川は、東急を率いる五島昇と協議し東映と東急が互いに持株を売却することで合意し、東映は東急グループから独立した。独立がなった東映の経営には次期社長候補として長男・毅も加わり、ボウリング事業等に関わる。当時、京都撮影所長だった岡田茂（東映第2代社長）は、五島から、これからの東映は"大川商店"になると聞かされ、東急への転籍を勧められたが映画が作りたかったので断ったと回想している。
大川・赤尾紛争
赤尾が会長に退いた後、大川は赤尾に覚られないように密かにNET株を買い集め、経営の主導権を握ろうと水面下で動いた。ところが、反大川派の幹部たちが「経理に不正がある」と騒ぎだしたのを受け、赤尾は弁護士と公認会計士を連れNETに乗り込み、株主として帳簿閲覧権を要求。だが、秘書課長や大川の部下によって要求を阻止されると、次に社員から寄せられたという告発文を手に大川に退陣を突きつけた。赤尾は東映以外の映画、証券界出身の取締役を味方につけ、多数派を確保していく。
NETにおける大川・赤尾紛争の半年前、朝日新聞代表取締役だった広岡知男は、NETのネットワークに関する重大な経営判断について、赤尾の知らないところで大川と共同で工作していた。きっかけは、九州・小倉に読売新聞が印刷工場を作るということだった。読売の九州進出で部数を喰われることに危機感を抱いた地元紙・西日本新聞は、関係するテレビ西日本（TNC）が日本テレビとフルネットを組んでいたことから、テレビ分野で大胆な防衛策に出た。日本テレビとのネットを打ち切らせ、キー局をフジテレビに鞍替えしようというのだ。1964年7月、九州にフジネット局を持たなかったフジテレビはただちにこれに応じ、逆に番組の七割を提供していた九州朝日放送（KBC）に、3ヶ月後のネット打ち切りを突如通告した。仰天したKBCはネット先をどうするか、大きな岐路に立たされる。現状は、フジテレビとNETの2局から視聴率を稼げる番組を選べるのに対し、教育局の制約を抱えたNETだけとならば売り上げが落ち込むことは目に見えていた。
当時の全国紙と東京のテレビ局の関係は、読売新聞は日本テレビ、産経新聞はフジテレビ、毎日新聞はTBSとそれぞれ濃淡はあるものの資本や経営者、企業グループによって結びつき、系列化していた。日本経済新聞はNETに出資し、代表取締役も出していたが、旺文社と東映に阻まれて主導権はなかった。朝日新聞はNETにニュースこそ提供していたが、資本関係はなく経営には関与できていない。いわば前者三強に対し、日経は一弱、朝日に至っては埒外とでもいう状況だった。
NETの役員でもなければ、朝日はNETの経営に関与していなかったのもかかわらず、朝日が主導する放送ネットワーク構築に懸ける広岡は、この九州の"異変"を知るとただちに福岡に飛び、KBC社長・比佐友香（朝日新聞・元論説委員）にNETとフルネットを結ぶよう詰め寄った。だが、NETとの脆弱なネットワークを結ぶことへのKBC内の反対論は根強かった。そこで、広岡は、ネット切り替えによる減収分をNETに補填させ、NETにそれができないときは朝日が尻拭いするという大胆な提案を行った。KBCは結局、広岡に押し切られ、NETとのフルネットを決断する。大川、比佐、広岡の三者は、NETによる損失補填保証を織り込んだ協定書を密かに交わした。
広岡が大川と密約を交わして手を組んだ以上、赤尾への対応は自ずと明らかだった。一方、大川は復権の目を残すべく朝日の助力に期待したが、その代償は高くついた。広岡は大川を応援する見返りに、東映が持つNET株のほぼ半分、54万株（22.5%）を7億5000万円で譲り受け、朝日はNETへの大きな足がかりを得た。朝日を味方につけた大川は、1964年11月末に株主総会を招集し、多数派工作によって地位保全を図ろうとする。対する赤尾は、東映、旺文社に次ぐ大株主である日経社長・圓城寺次郎と手を結び、東映・朝日と旺文社・日経が対決する図式となり票数は拮抗した。しかしながら、総会での議決権争奪戦を回避され、大川は戦わずして敗れ去った。大川は肝心なところで脆かったのに対し、赤尾のほうはこうと決めたら梃子でも退かない強さがあった。大川に代わって社長に復帰した赤尾は、スタジオに全社員を集め「悪夢は去った」と勝利宣言する。
退陣した大川に代わる体制を、旺文社、東映、日経、そして首尾よく経営の一角に食い込むことになった朝日の4社で協議をしたがまとまらなかった。知恵を出したのは圓城寺である。圓城寺は赤尾が懇意にしていた日本化薬の原安三郎に調停役になってもらい、1965年（昭和40年）3月、原の推薦で4社共通の主力銀行だった住友銀行からOBの山内直元を4代目社長に迎えたことで当座の解決をみた。

### 晩年
1960年代後半に入るとテレビが一般家庭に急速に普及し、映画産業は一気に斜陽化が進んだ。東映では、大川の長男の言動に端を発する労務問題、そして東映動画、東映フライヤーズ、ボウリングなどの関連事業の不振や不協和音が目立つようになる。大川は、自身の長男が震源地であり、ほとんど収拾がつかなくなった東映本社の労務問題の解決を岡田に委ねた。
1971年（昭和46年）に入り、肝臓を患うが、病床にあっても経営再建に意欲を燃やし、帳簿と格闘する日々を送った。しかし回復することなく、8月17日、肝硬変により死去した。74歳没。8月24日の青山葬儀所での葬儀の参列者は約7000人、その中には、鉄道省時代の上司だった佐藤栄作首相、同じ新潟県出身でNETテレビ免許申請時に郵政大臣だった田中角栄らの姿があった。もちろん、片岡千恵蔵、市川右太衛門、高倉健、藤純子ら東映の俳優らも集まり、大川とは犬猿の仲だった五島昇も姿を見せた。
近年、大川の出身地である新潟市西蒲区中之口地区を中心に、大川の功績を再評価する動きがあり、没後40年にあたる2011年（平成23年）には、毎年10月下旬に開催される「中之口地区総合文化祭」に合わせて「中ノ口川映画祭」が初めて企画され、東映の映画作品上映やトークショーなどが開かれた。

## フライヤーズオーナー
1947年（昭和22年）に誕生した東急フライヤーズは、1954年、親会社が東映に移って「東映フライヤーズ」と改称した。球団の赤字が膨らむ中で、大川は「愛着があった」フライヤーズを、経営が軌道に乗ってきた東映で引き取った。大川は引き続きオーナーに就くが、順位は5 - 7位に低迷を続けた。1953年（昭和28年）9月、それまでの後楽園球場に代わるフライヤーズの新たな本拠地として、駒澤野球場が完成するが、大川によると大入り満員だったのは開場式の日だけで、あとは閑古鳥が鳴いていたという。本拠地を駒沢に移すことも、親会社を東急から東映に移すときも、大川はその都度、恩師・五島慶太に相談し、意見を求めた。東映が親会社になる際には、大川は「駒沢の球場に行く人の、電車・バスの運賃を、東急から東映に出していただくこと」という条件を五島に出し、「五島さんは大きくうなずいた」という。
1961年（昭和36年）シーズンから、読売巨人軍監督として、その在任期間11年で8度のリーグ優勝、4度の日本一に導いた水原茂を監督に迎える。大川の現場への介入に懸念を抱き、当初監督就任に消極的であった水原に対して「金は出すが口は出さない」と言って口説いた、とされる。先発メンバーまで指示を出し「明日はオレが見に行くから土橋正幸を投げさせろ」と度々指示したが、土橋は自慢の体力でその期待に応えた。投手から東映専属俳優に転向した八名信夫によれば、大川と永田雅一（大映映画社長／大毎オリオンズオーナー）は犬猿の仲であったという。1960年代当時に行われていた映画5社（東映、日活、松竹、東宝、大映）の社員による対抗草野球大会の際には、大川が「絶対に大映に勝て」と八名に厳命の電話を掛けてきたことを語っている。
1962年（昭和37年）、フライヤーズは初のリーグ優勝と日本一を果たした。大川は日本シリーズの第7戦を観戦し、日本一が決まると「こんなに早く優勝できるとは思わなかったよ、君」と水原らナインをたたえた。優勝が決まった夜、自宅の庭で祝勝会となり、水原監督以下全選手が集まったという。優勝パレードは当時本拠地としていた明治神宮野球場から銀座の東映本社を経由して、世田谷区にあった大川の自宅に至るコースで行われ、大川は背番号「100」のユニフォームを身に纏ってパレードに参加した。この優勝パレードの模様は映画化され「東映優勝 背番号100」のタイトルを銘打ち、全国東映系で上映された。
1969年（昭和44年）、日本のプロ野球界を大きく揺るがした八百長事件「黒い霧事件」は、翌70年、東映フライヤーズの2選手も八百長に加担していたことが発覚し、大川は自ら選手らの事情聴取を行うなど、不本意な日々が続いた。八百長への関わりが少ないことを理由に大川が両選手に下した処分が軽すぎるのではないかというマスコミの追及に、大川は2人とも「まだ子どもだよ」と応じるしかなかった。
大井廣介は「大川さんは最初は『金は出すが口は出さん』ということだったが、いつの間にか金は出さんで口は出すようになった。金を出さん東西の横綱が東映と阪神」などと話しており、これに当時のスカウト・荒井健は「東映の場合は映画が斜陽なんで、結局野球にお金を使うと労働組合がうるさいんです。野球が儲かれば問題ないんですが。選手を獲りに行くときに関係者にお礼もできないから、やりにくいです」などと話していた。
大川の没後、東映社長に就任した岡田は、直接オーナーに就かず、長男・毅に球団オーナー職を委ねたが、累積赤字を積み重ねてきた東映フライヤーズは、岡田が主導する形で1973年（昭和48年）2月、日拓ホームに売却された。

## 人物
ワンマン経営型で、その風貌は小太りに丸眼鏡、チョビ髭、二人称には「チミィ」を使う、典型的な昭和の社長像のモデルとされ、東映の活動屋たちからは「映画を知らない」と言われ、東映動画のアニメーターたちには格好の似顔絵のネタとなった。
中島貞夫は「大川博社長の息子の家庭教師が僕の友人であったという奇妙な縁で会い、その友人が『こいつは左翼です』と紹介をしたところ、『左でも右でも儲けさせてくれたらいいよ』という大川社長を『面白いなあ』と思い、東映に入った」と述べ、「1959年に入社してから1969年まで関わりが深い人だったので、葬儀にはすぐ駆け付けた。『あゝ同期の桜』で馘だと言われたり、『にっぽん'69 セックス猟奇地帯』で褒められて金一封を貰ったり、両方経験したのは僕ぐらいのはず。悪評もあった一方で人間臭いところがあり、今日のアニメーション映画の基礎を作った点では先見性を持った経営者だと思う」と評している。
丹波哲郎の著書『丹波哲郎の好きなヤツ嫌いなヤツ』（キネマ旬報社刊）に、大川は「映画を知らない」との記載がある。それ以上詳しくは述べられていない。野球はとても好きだったそうである。
映画で世話になったと、全く関係のない場所に縁もゆかりもない「森の石松」の墓を1つ建立している（一説には石松の墓は4つあるという）。

## 親族
先妻を病気で亡くしたため、後添いとしてその妹である雅子をもらい、5人の子供をもうけた。
大川毅は長男、NET編成課長などを務めた吉田治雄は女婿、モデルの長谷川侑紀は親戚。

## 主な役職
- 日本経済団体連合会常任理事
- パ・リーグ会長
- 日本映画産業団体連合会会長
- 映倫維持委員会常任委員会委員長
- 中央大学理事長
- 中央大学学員会会長
- 東横学園理事長
- 日本教育テレビ初代会長、2代目社長
- 北海道テレビ放送取締役[64]。

## 著書
- 『會社經理統制令解説』陸運研究社、1940年。
- 『この一番』東京書房、1959年。全国書誌番号:59003009。
- 朝倉文夫、栗田淳一、大川博、豊竹山城少掾、茅誠司、松野鶴平『私の履歴書』日本経済新聞社〈第9集〉、1959年1月。
  - 伊藤次郎左衛門、大屋晋三、石田退三、平塚常次郎、安川第五郎、大川博、井上貞治郎、藍澤彌八、伊藤保次郎『私の履歴書』日本経済新聞社〈経済人 3〉、1980年7月。ISBN 978-4532030537。
- 『この一番の人生』実業之日本社、1963年。全国書誌番号:63003125。
- 『真剣勝負に生きる』ダイヤモンド社〈歴史をつくる人々第25〉、1967年。全国書誌番号:49002481。

## 評伝
- 大路真哉『大川博半生記 東映王国を築いた』政経日報社、1958年。
- 岸松雄『偉大なる青雲 闘魂と努力の経営人 大川博伝』鏡浦書房〈現代人物伝 3〉、1965年。
- 津堅信之『ディズニーを目指した男 大川博』日本評論社、2016年8月。ISBN 978-4535586956。